# Serralada d'Assam
Serralada d'Assam (Assam Range) és una serralada muntanyosa que discurreix d'est a oest entre les valls del Brahmaputra i el Surma. Està formada per diversos grups muntanyosos:
- Muntanyes Garo
- Muntanyes Khasi i Jaintia
- Muntanyes del Nord de Cachar del Nord
- Muntanyes Naga

A la part oriental s'uneix pel Patkai al sistema de l'Himàlaia i per les muntanyes de Manipur a la serralada de l'Arakan Yoma. La seva elevació normal és entre 1000 i 2000 metres, però a Japvo a les muntanyes Naga arriba fins a més de 3000. El pic de Shillong de 2001 metres és el més alt de les muntanyes Khasi.